# Fernando Farías
Héctor Fernando Farías López (Llolleo, 27 de julio de 1932) es un actor chileno de cine, teatro y televisión. Más conocido como el rey del mambo y es reconocido  por su participación en series, películas y telenovelas, siendo los personajes más destacados durante su carrera actoral fueron «El Señor Retamales» en la sitcom chilena Los Venegas, y «Don Genaro» en la serie dramática de época chilena Los 80.
Tiene una amplia trayectoria en cine, participando en películas como Cachimba, Tiempos malos, Negocio redondo y El chacotero sentimental, la película, entre otros.

## Biografía
Nació en Llolleo, San Antonio, el 27 de julio de 1932. Cursó sus estudios primarios y secundarios en el Liceo Nacional de Llolleo. Estudió en la Escuela de Teatro de la Universidad de Concepción (TUC), periodo donde también inicia su militancia en el Partido Comunista de Chile. Ejerció en diversas obras de teatro junto a Jorge Gajardo y Myriam Palacios. En el Golpe de Estado en Chile de 1973, Farías fue secuestrado y llevado al campo de concentración de la Isla Quiriquina, y luego a Tejas Verdes, en donde recibió diversas torturas por agentes del Estado.
Durante la década de 1980, y tras salir del centro de detención y torturas, se dedicó al teatro político. Con el paso de los años, actuó en diversas producciones teatrales, cinematográficas y televisivas. 
En 2011 fue escogido como Rey Guachaca por el pueblo chileno, siendo el primer actor en recibir el premio.

## Filmografía

### Cine
- El desquite (1999)
- El chacotero sentimental (1999) como El papá de Juan
- Sobre mi Sangre (2000) como Vagabundo
- Negocio redondo (2001) como Cañaco.
- Cachimba (2004) como Don Jorge.
- Promedio rojo (2004) como El abuelo.
- La gravedad del púgil (2005) como Don Arturo, el entrenador.
- Grado 3 (2009) como Armando.
- Super, todo chile adentro (2009) como Sr. Farías
- Barrio universitario (2013) como Doctor Artazar.

### Telenovelas
| Teleseries | Teleseries         | Teleseries            | Teleseries  | Teleseries |
| Año        | Teleserie          | Rol                   | Canal       |            |
| ---------- | ------------------ | --------------------- | ----------- | ---------- |
| 1981       | Casagrande         |                       | Canal 13    |            |
| 1982       | De cara al mañana  | Evaristo Ramírez      | TVN         |            |
| 1984       | La represa         | Director Hospital     | TVN         |            |
| 1984       | Los títeres        | Ubaldo Carreño        | Canal 13    |            |
| 1986       | Secreto de familia | Tomás Cruces          | Canal 13    |            |
| 1988       | Semidiós           | Octavio Acevedo       | Canal 13    |            |
| 1989       | La intrusa         | Abraham Castillo      | Canal 13    |            |
| 1989       | Bravo              | -                     | Canal 13    |            |
| 1991       | Villa Nápoli       | Evaristo              | Canal 13    |            |
| 1992       | Fácil de amar      | Clodomiro Bascur      | Canal 13    |            |
| 1993       | Ámame              | Antonio Carvallo      | TVN         |            |
| 1994       | Top secret         | Jaime Samoa           | Canal 13    |            |
| 1995       | Amor a domicilio   | Enrique Garrido       | Canal 13    |            |
| 1997       | Santiago city      | Gonzalo               | Mega        |            |
| 2000       | Sabor a ti         | Segundo Urrejola      | Canal 13    |            |
| 2001       | Piel canela        | Juvenal Chandía       | Canal 13    |            |
| 2002       | Purasangre         | Dámaso Aránguiz       | TVN         |            |
| 2003       | Pecadores          | Caronte Tapia         | TVN         |            |
| 2004       | Hippie             | Luis Pacheco          | Canal 13    |            |
| 2008       | Hijos del Monte    | Modesto Mardones      | TVN         |            |
| 2011       | Aquí mando yo      | Gino Buzzoni          | TVN         |            |
| 2013       | Graduados          | Amir Jalifa           | Chilevisión |            |
| 2014       | Pituca sin lucas   | Benito Saavedra       | Mega        |            |
| 2016       | Pobre gallo        | Minchequeo Huaiquimil | Mega        |            |
| 2017       | Tranquilo papá     | Héctor "Tito" Morales | Mega        |            |
| 2018       | Isla Paraíso       | Leonel Toro           | Mega        |            |

### Series y unitarios
| Series y Unitarios | Series y Unitarios         | Series y Unitarios        | Series y Unitarios |
| Año                | Serie                      | Rol                       | Canal              |
| ------------------ | -------------------------- | ------------------------- | ------------------ |
| 1990               | Crónica de un hombre santo | Rafael Luis Gumucio       | Canal 13           |
| 1990-2000          | Los Venegas                | Javier Retamales          | TVN                |
| 1991               | Posta Lo Matta             | Dr. Norberto Pantoja      | La Red             |
| 1995-1997          | Tuti Cuanti                | Varios personajes         | Canal 13           |
| 2003               | La vida es una lotería     | Don Armando               | TVN                |
| 2004               | Quiero si tú Quieres       | Hector "Langosta" Pinto   | Canal 13           |
| 2004-2012          | BKN                        | Demetrio "Pelao" Saavedra | Mega               |
| 2005               | Mitú                       | Abel "Gato" Armazán       | TVN                |
| 2005               | Los simuladores            | Varios roles              | Canal 13           |
| 2008-2014          | Los 80                     | Don Genaro Manrique       | Canal 13           |

## Programas de televisión
- Pase lo que pase (1998-2002) - Invitado
- Dime por qué? (TVN, 2011) - Invitado
- El late  (CHV, 2012) - Invitado
- Mi barrio, tu mejor compañía (2021) - Actor (Almacenero)

## Publicidad
- Banco BCI (2011) - Don Leo.
- San José (2012) - Abuelo.
- Crush (2012) - Tata Naranjo.
- Adiós Playas Privadas - Gobierno de Chile (2013) - Abuelo.
- Navidad Segura - Carabineros de Chile (2013) - Viejo Pascuero.
- Vuelve a clases - Carabineros de Chile (2014) - Don Fernando, el conductor.
- Woki toki - 42 frases típicas de los papás (2014) - protagonista
- DFSK (2014) - Don Genaro (Personaje de la serie Los 80).

- Walmart Chile (2019) - Don Genaro

## Videos Musicales
- Loca - Chico Trujillo.